# Rick Meissen
Rick Meissen (Amsterdam, 24 febbraio 2002) è un calciatore olandese, difensore dell'Excelsior.

## Carriera
Meissen è passato dallo Zeeburgia all'Utrecht nell'estate del 2016. Il 25 febbraio 2020 ha firmato il suo primo contratto professionistico con il club valido fino all'estate del 2023, con l'opzione di un ulteriore anno. Ha fatto il suo debutto con la seconda squadra in Eerste Divisie il 19 marzo 2021 contro l'Helmond Sport. Ha esordito in Eredivisie il 13 marzo 2022 in un incontro casalingo perso 1-0 contro il PSV.
Il 30 gennaio 2023 ha firmato un contratto di tre anni e mezzo con lo Sparta Rotterdam, altro club della prima divisione olandese.
Il 4 agosto 2025 passa a titolo definitivo all'Excelsior.

## Statistiche

### Presenze e reti nei club
Statistiche aggiornate al 28 maggio 2022.
| Stagione            | Squadra             | Campionato          | Campionato | Campionato | Coppe nazionali | Coppe nazionali | Coppe nazionali | Coppe continentali | Coppe continentali | Coppe continentali | Altre coppe | Altre coppe | Altre coppe | Totale | Totale | Totale |
| Stagione            | Squadra             | Comp                | Pres       | Reti       | Comp            | Pres            | Reti            | Comp               | Pres               | Reti               | Comp        | Pres        | Reti        | Pres   | Reti   |        |
| ------------------- | ------------------- | ------------------- | ---------- | ---------- | --------------- | --------------- | --------------- | ------------------ | ------------------ | ------------------ | ----------- | ----------- | ----------- | ------ | ------ | ------ |
| 2020-2021           | Jong Utrecht        | 1D                  | 9          | 0          |                 | -               | -               |                    | -                  | -                  |             | -           | -           | 9      | 0      |        |
| 2021-2022           | Jong Utrecht        | 1D                  | 30         | 0          |                 | -               | -               |                    | -                  | -                  |             | -           | -           | 30     | 0      |        |
| 2022-gen. 2023      | Jong Utrecht        | 1D                  | 19         | 0          |                 | -               | -               |                    | -                  | -                  |             | -           | -           | 19     | 0      |        |
| Totale Jong Utrecht | Totale Jong Utrecht | Totale Jong Utrecht | 58         | 0          |                 | 0               | 0               |                    | -                  | -                  |             | -           | -           | 58     | 0      |        |
| 2021-2022           | Utrecht             | ED                  | 1          | 0          | CO              | 0               | 0               |                    | -                  | -                  |             | -           | -           | 1      | 0      |        |
| gen.-giu. 2023      | Sparta Rotterdam    | ED                  | 4          | 0          | CO              | 0               | 0               |                    | -                  | -                  |             | -           | -           | 4      | 0      |        |
| Totale carriera     | Totale carriera     | Totale carriera     | 63         | 0          |                 | 0               | 0               |                    | -                  | -                  |             | -           | -           | 63     | 0      |        |